# Мондорф-ле-Бен (футбольний клуб)
«Мондорф-ле-Бен» (фр. US Mondorf-les-Bains) — люксембурзький футбольний клуб із комуни Мондорф-ле-Бен, заснований 1915 року.

## Історія
Клуб заснований в 1915 році під назвою «ЮС Мондорф-ле-Бен». В перші роки свого існування команда виступала в нижчих регіональних лігах національного чемпіонату. Під час окупації Люксембургу Німеччиною в роки Другої світової війни, з 1940 року, виступав під назвою СВ «Мондорф». В 1944 році повернувся до історичної назви. В сезоні 1966/67 років дебютував у вищому дивізіоні. Через чотири роки, в сезоні 1969/70 років, зайняв останнє 12-те місце та покинув вищий дивізіон. Пізніше виступав у аматорських змаганнях. В 2006 році посів перше місце в другій групі другого дивізіону національного чемпіонату (четверта ліга) та вийшов до третьої ліги. В 2010 році виграв чемпіонат у Першому дивізіоні (третя ліга) та вийшов до Дивізіону Пошани (друга ліга), а по завершенні сезону 2013/14 років посів третє місце в Дивізіоні Пошани та вийшов до Національного Дивізіону.

## Досягнення
- Другий дивізіон чемпіонату Люксембургу з футболу (четверта ліга), друга група
  -  Чемпіон (1): 2006

- Перший дивізіон чемпіонату Люксембургу з футболу (третя ліга)
  -  Чемпіон (1): 2010

- Дивізіон Пошани
  -  Чемпіон (1): 1966
  -  Бронзовий призер (1): 2013/14

- Кубок Люксембургу
  - 1/2 фіналу (1): 1968